# Zoop
Zoop est un jeu vidéo de puzzle de Viacom International, Inc. sorti sur DOS, Jaguar, Mega Drive, PlayStation, Saturn, Super Nintendo, Game Boy et Game Gear en 1995.
Un mois avant sa sortie, Zoop est l'un des quatre jeux joués lors des tours préliminaires de la compétition Blockbuster World Video Game Championship II, un cas rare d'utilisation d'un jeu non encore sorti dans une compétition de jeux vidéo,,.

## Système de jeu
Le joueur dirige un curseur au milieu de l'écran qui peut :
- S'il touche une pièce d'une autre couleur se transformer en cette couleur (la pièce touchée se transforme alors en la couleur d'origine du curseur).
- S'il touche une pièce de la même couleur que lui, ou plusieurs pièces à la suite qui sont de même couleur que lui, les détruire.

Les pièces avancent sans cesse vers le carré dans lequel le curseur du joueur se déplace, et lorsqu'ils l'atteignent le jeu se termine.